# Wilhelm IV. (Vereinigtes Königreich)

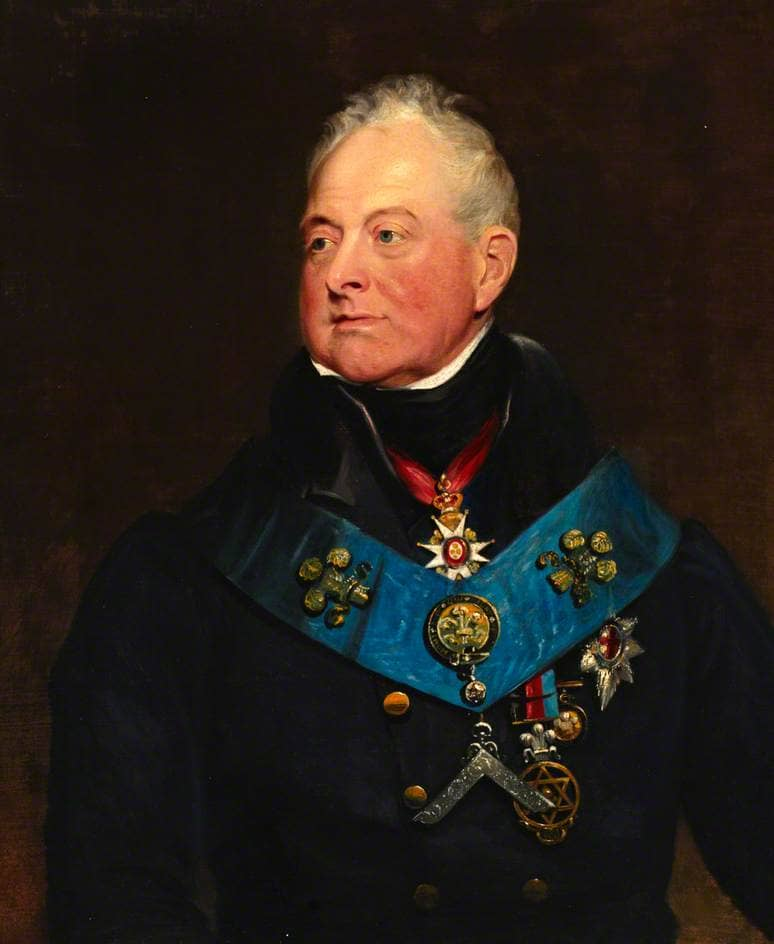
Wilhelm IV. als Meister der Prince of Wales Lodge No. 259. (Porträt von 1830)

Wilhelm IV. (englisch William IV; vormalig HRH The Prince William Henry, Duke of Clarence and St Andrews, Earl of Munster; * 21. August 1765 in Buckingham House, London; † 20. Juni 1837 auf Windsor Castle, Berkshire) war von 1830 bis 1837 König des Vereinigten Königreichs Großbritannien und Irland sowie in Personalunion König von Hannover. Er folgte seinem älteren Bruder Georg IV. auf den Thron. Beide gehörten dem Haus Hannover an, einer Nebenlinie der Welfen.
Wilhelm trat zunächst in den Dienst der Royal Navy und verfolgte eine militärische Laufbahn. Nach dem frühen Tod seiner Nichte Charlotte Augusta im Jahr 1817 und seines Bruders Friedrich August, Herzog von York und Albany, im Jahr 1827 wurde er unerwartet zum Thronfolger. Da alle sechs seiner ehelichen Nachkommen bereits 1824 im Kindesalter verstorben waren, wurde nach seinem Tod seine Nichte Victoria britische Königin. Mit dem Ende seiner Regierungszeit endete auch die seit 1714 bestehende Personalunion zwischen Großbritannien und Hannover.

## Herkunft und frühe Jahre

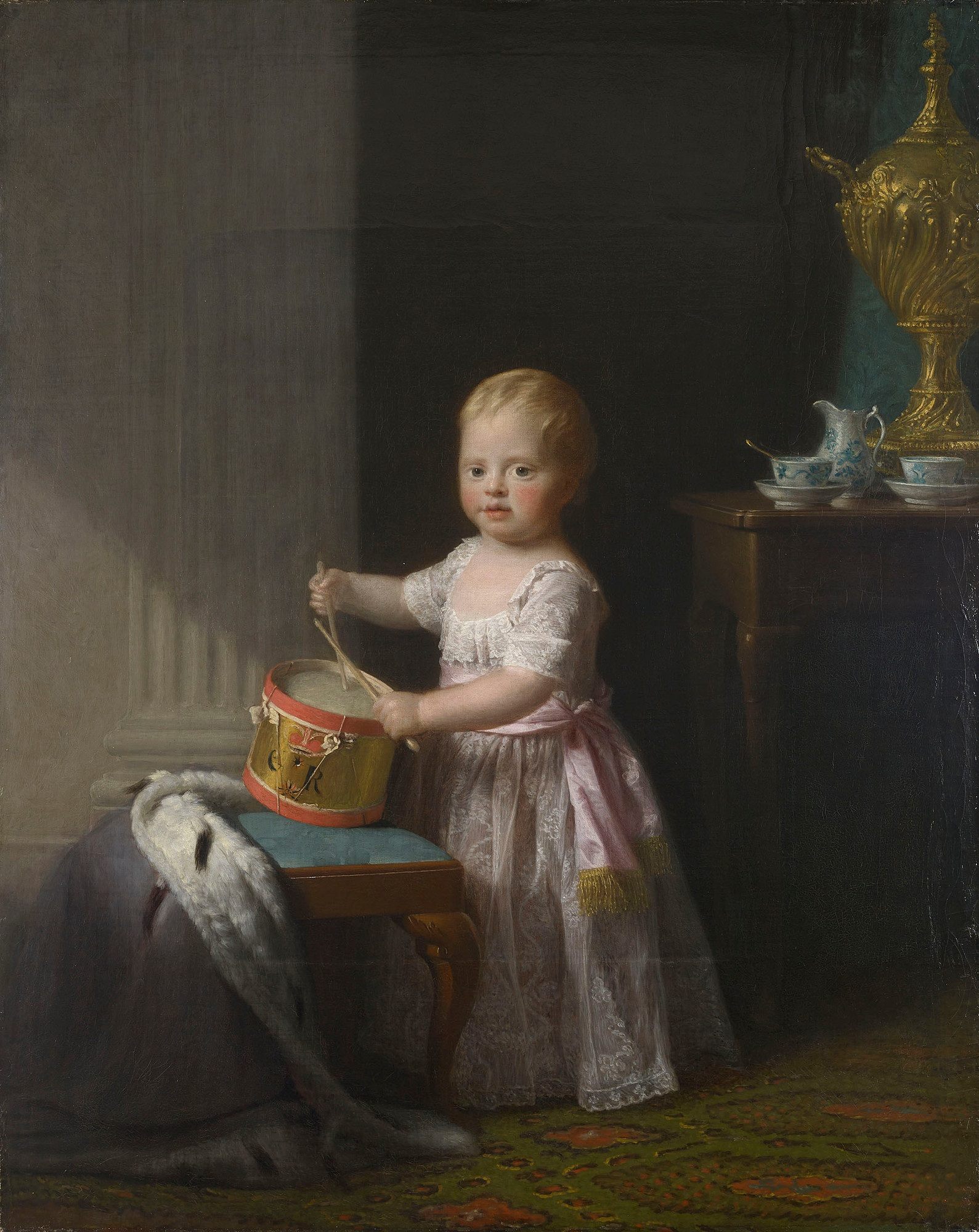
Der junge Prinz Wilhelm (Gemälde von Allan Ramsay, 1767)

Prince William Henry (deutsch Wilhelm Heinrich) wurde am 21. August 1765 in Buckingham House geboren. Er war der dritte Sohn von König Georg III. und dessen Gemahlin Sophie Charlotte zu Mecklenburg-Strelitz. In der Thronfolge stand er nach seinen älteren Brüdern Georg (dem späteren König Georg IV.) und Friedrich August an dritter Stelle. Als Oberhaupt des Hauses Hannover vereinigte Georg III. in Personalunion die Kronen Großbritanniens und Irlands mit der Kurwürde von Braunschweig-Lüneburg („Kurhannover“), die 1814 zum Königreich Hannover erhoben wurde. Der Neugeborene wurde am 20. September 1765 in der Great Council Chamber des St James’s Palace durch den Erzbischof von Canterbury getauft. Zu seinen Taufpaten zählten die Onkel väterlicherseits William Henry, Duke of Gloucester and Edinburgh, und Henry, Duke of Cumberland and Strathearn, sowie Augusta von Hannover, seine Tante väterlicherseits.
Das Königspaar pflegte ein vergleichsweise zurückgezogenes und familienorientiertes Leben, das sich vor allem in den königlichen Residenzen Kew Palace, Windsor Castle und der White Lodge im Richmond Park abspielte. Das aufwendige höfische Zeremoniell in London wurde weitgehend gemieden.[^4] William Henry wuchs gemeinsam mit seinen zahlreichen Geschwistern in dieser Umgebung auf. Von Geburt an stand er unter der Obhut königlicher Gouvernanten, bis 1772 der Schweizer Offizier David Budé die Aufsicht über seine Ausbildung und die seines jüngeren Bruders Edward übernahm. Die von Georg III. persönlich festgelegten Erziehungsrichtlinien betonten Pflichtbewusstsein, Disziplin und religiöse Frömmigkeit. Die Unterrichtspraxis entsprach den Erziehungsidealen des späten 18. Jahrhunderts, die stark von militärischer Strenge geprägt waren. Körperliche Züchtigung galt als legitimes Mittel zur Durchsetzung von Gehorsam. Budés Programm umfasste neben körperlicher Ertüchtigung auch Sprachunterricht und Grundbildung. Der geistliche Hoflehrer George Majendie unterrichtete William Henry in Französisch, Latein, Mathematik, Religion und Geschichte.

## In der Royal Navy

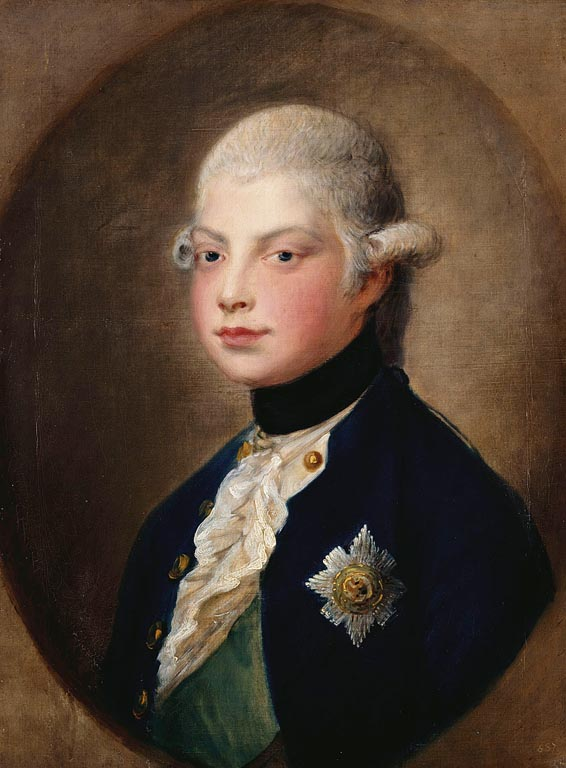
Wilhelm im Jahr 1782 (Gemälde von Thomas Gainsborough)

Aufgrund des schlechten Verhältnisses von Georg III. zu seinem ältesten Sohn Prinz Georg war der Monarch bestrebt, seine jüngeren Söhne dem Einfluss des Thronfolgers zu entziehen. Eine Karriere in der Royal Navy, die traditionelle Laufbahn nachgeborener Prinzen, sollte den rebellischen Wilhelm disziplinieren. In Begleitung seines Hauslehrers trat er im Juni 1778 als Midshipman in die Naval Academy in Portsmouth ein.
1779 wurde er dem Geschwader von Admiral Robert Digby zugewiesen und diente auf der Prince George. Sein Tutor war Richard Goodwin Keats, mit dem Wilhelm lange freundschaftlich verbunden war. Am 12. Januar 1780 nahm Wilhelm an der siegreichen Seeschlacht bei Kap St. Vincent teil. Während des Amerikanischen Unabhängigkeitskrieges war Wilhelm 1781/82 fünf Monate lang in New York stationiert, ab 1782 diente er auf der Barfleur unter Admiral Samuel Hood in der Karibik und den Westindischen Inseln. Auf Jamaika und Kuba nahm er Repräsentationsverpflichtungen wahr und lernte Horatio Nelson kennen. Während seiner Verwendung in der Royal Navy nahm Wilhelm leutselige Umgangsformen sowie Seemannseigenschaften an. Er fiel immer wieder durch Disziplinlosigkeiten auf, trank, war an Schlägereien beteiligt und besuchte regelmäßig Bordelle.
Im Juni 1783 schickte sein Vater Wilhelm zu weiteren Ausbildung an den Hof seines Bruders Frederick Augustus, der in Osnabrück als Fürstbischof residierte. Ohne wirkliches Betätigungsfeld verbrachte Wilhelm zwischen 1783 und 1785 zwei unglückliche Jahre in Osnabrück und Hannover, wobei er sich vornehmlich dem Glücksspiel und der Jagd widmete. Daneben unternahm er mit seinem Erzieher Bildungsreisen in die Schweiz, nach Preußen und Schlesien, traf den preußischen König Friedrich II. und Kaiser Joseph II. Nach seiner Rückkehr nach London legte er am 15. Juni 1785 vor einem Kollegium der Admiralität seine Offiziersprüfung ab. Obwohl er zwei Jahre lang nicht zur See gefahren war, erhielt Wilhelm sein Offizierspatent und wurde zum Lieutenant ernannt, einen Rang, den er ohne seine königliche Herkunft wohl nicht erreicht hätte. Am 10. April 1786 erhielt Wilhelm das Kommando über die Fregatte Pegasus und wurde bis zum Dezember 1787 in der Karibik und nordamerikanischen Gewässern eingesetzt. Wilhelm, der trotz unzureichender Ausbildung zum Kapitän zur See befördert worden war, führte seine Mannschaft mit harten Disziplinarmaßnahmen (z. B. Auspeitschung), was ein denkbar schlechtes Verhältnis zu seinen Schiffsoffizieren zur Folge hatte. 1788/89 befehligte er die Andromeda.
Georg III. verlieh Wilhelm am 16. Mai 1789 die Titel des Duke of Clarence and St Andrews und Earl of Munster. So erhielt er einen Sitz im House of Lords, ein Appartement im St James’s Palace sowie eine jährliche Apanage von 12.000 Pfund Sterling. Wilhelm, inzwischen zum Konteradmiral befördert, zog sich nun aus dem aktiven Dienst zurück.

## Leben bis 1830

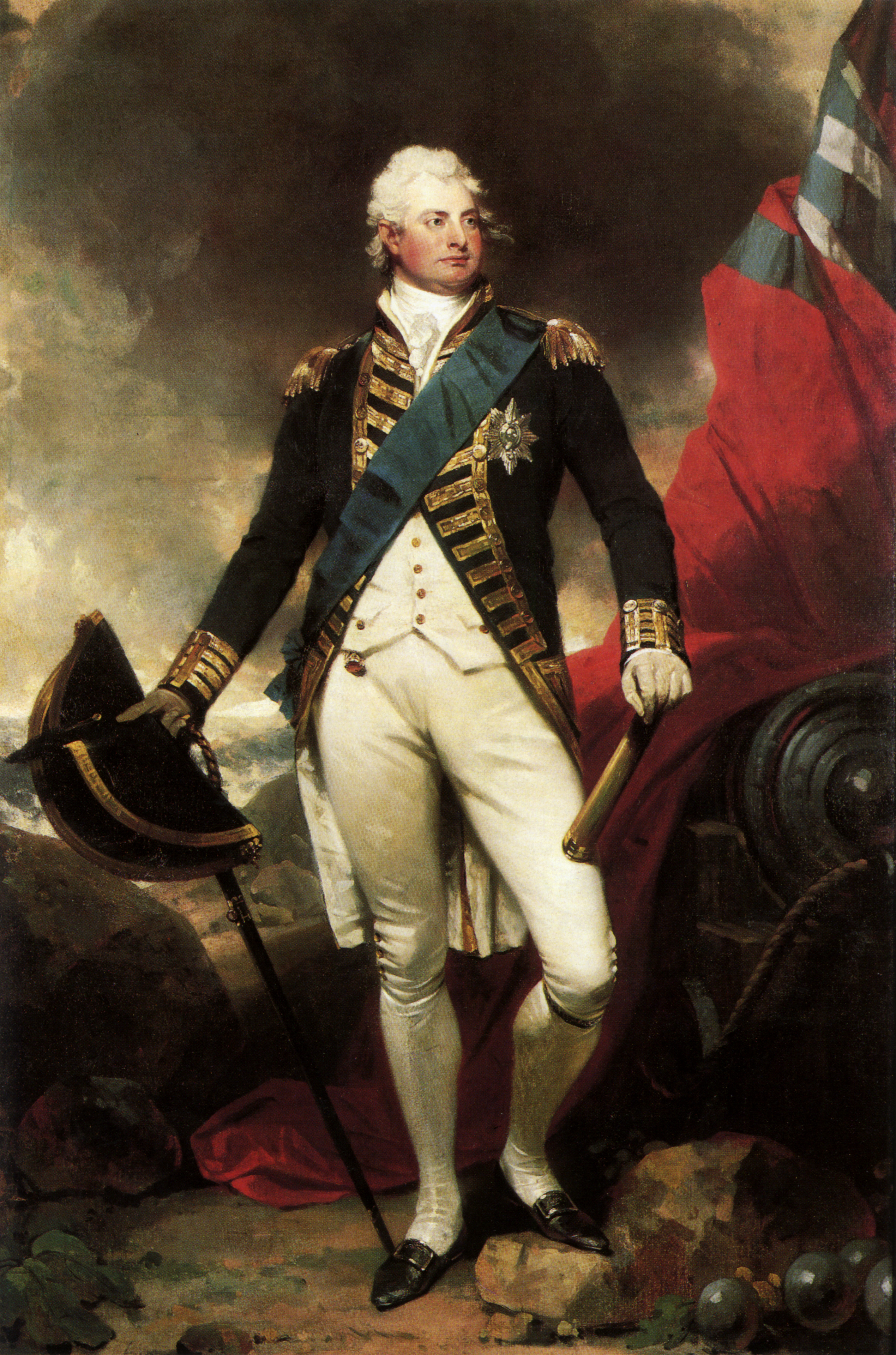
Wilhelm in Admiralsuniform (Gemälde von Martin Archer Shee, um 1800)

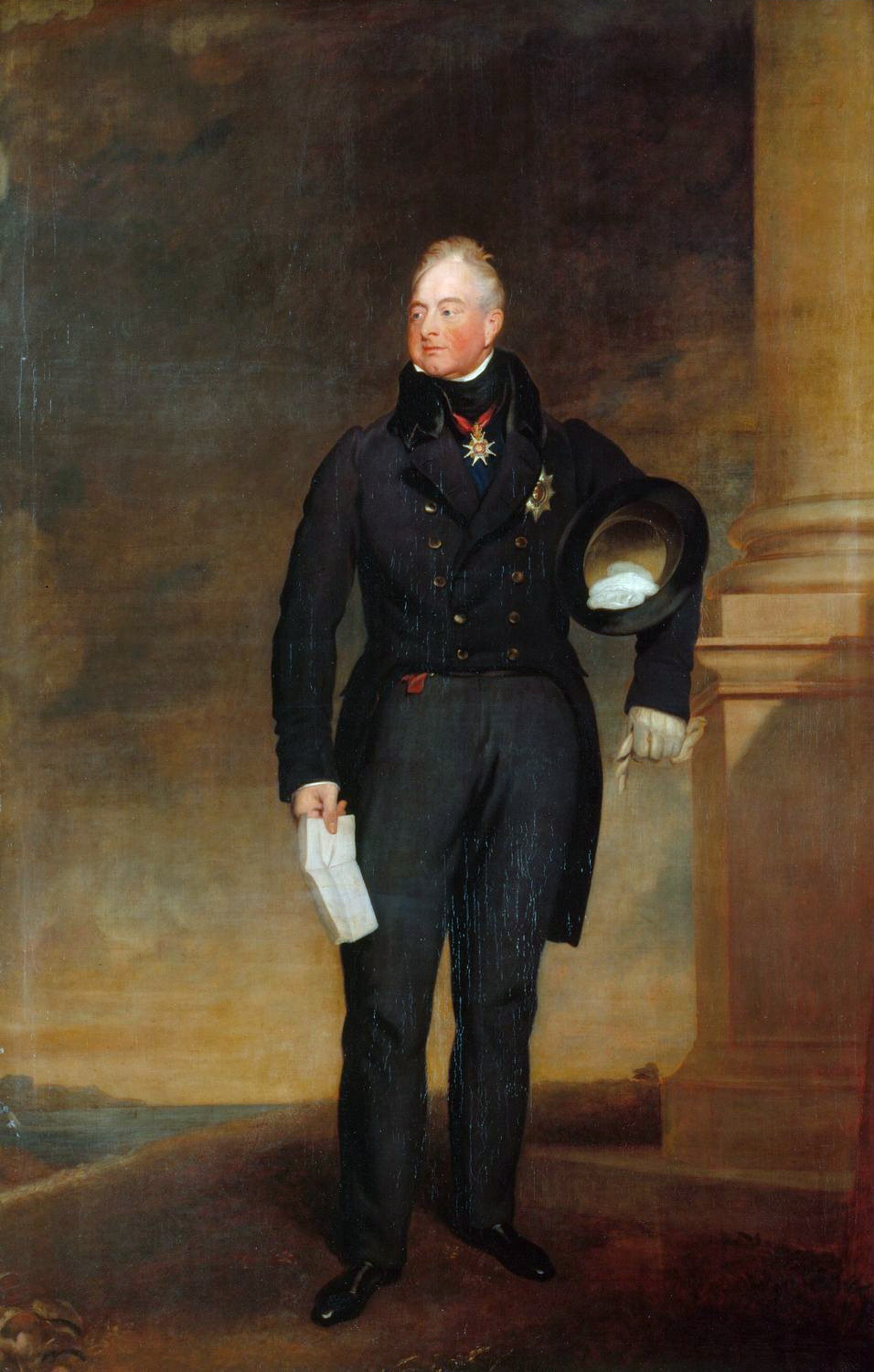
Wilhelm als Herzog von Clarence (Gemälde von Thomas Lawrence, 1827)

Nach seinem Abschied von der Royal Navy im Jahr 1790 widmete er sich hauptsächlich dem Privatleben auf seinem Landsitz Bushy House, einem Anwesen im weitläufigen Bushy Park südwestlich von London. Zwischen 1791 und 1811 hatte er eine Mätresse, die irische Schauspielerin Dorothea Jordan. Das Paar hatte zehn illegitime Kinder, die den Familiennamen FitzClarence erhielten und von der britischen Thronfolge ausgeschlossen waren. Wilhelm trennte sich im Jahr 1811 von Jordan, die auf der Flucht vor ihren Gläubigern verarmt in Frankreich verstarb. Seinen Kindern, die durch Amt oder Heirat hohe Stellungen in der Verwaltung und der Aristokratie erlangten, schenkte er seine väterliche Zuneigung.
Wilhelm, der politisch den Whigs nahe stand, schloss sich im Oberhaus der Opposition gegen die Regierung William Pitts an. Zunächst sprach er sich gegen eine Beteiligung Großbritanniens an den Koalitionskriegen gegen das revolutionäre Frankreich aus, änderte 1794 jedoch seine Haltung, indem er nun vehement für eine Kriegsbeteiligung eintrat. Aufgrund seiner wechselhaften Haltung wurde Wilhelm kein aktives Marinekommando übertragen. Er bekämpfte im Parlament die Sklavenemanzipation (Abolitionismus), wobei er sich auf seine in Übersee gesammelten Erfahrungen berief, und nannte deren Fürsprecher Fanatiker oder Heuchler. Er trat für die Extravaganzen seines ältesten Bruders ein, dessen Schulden das Parlament wiederholt beschäftigten. Wilhelm, der von Zeitgenossen als wenig geistreich und nur mäßig gebildet wahrgenommen wurde, erhielt aufgrund seiner schlechten Manieren in diesen Jahren den Beinamen Silly Billy (etwa Dummer Willi, das Wort hat in der Bedeutung Kindskopf Eingang ins englische Vokabular gefunden).
Ab 1811 übte Wilhelms ältester Bruder Georg, der Fürst von Wales, als Prinzregent die Amtsgeschäfte für den regierungsunfähigen Vater, Georg III., aus. Georg ernannte Wilhelm am 23. Dezember 1811 zum Admiral of the Fleet, ein Ehrenrang, den ausschließlich Mitgliedern der königlichen Familie trugen.
Der Tod der präsumtiven Thronerbin Charlotte von Wales, der einzigen Tochter des Prinzregenten, löste wegen nun fehlender erbberechtigter Nachkommen des Hauses Hannover im Jahr 1817 eine Krise aus. Die noch unvermählten königlichen Prinzen suchten auf dem europäischen Kontinent nach Ehefrauen. Auf Vermittlung seiner Mutter willigte die Prinzessin Adelheid von Sachsen-Meiningen in die Ehe mit dem Herzog von Clarence ein. Dieser war hoch verschuldet – seine Verbindlichkeiten beliefen sich auf etwa 50.000 Pfund – und erhoffte sich durch eine standesgemäße Heirat eine Erhöhung seiner Apanage. Am 11. Juli 1818 heiratete der 53-jährige Wilhelm die 25 Jahre alte Prinzessin in The Queen's Drawing Room des Kew Palace in einer Doppelhochzeit. Sein jüngerer Bruder Eduard August ehelichte gleichzeitig Victoire von Sachsen-Coburg-Saalfeld. Trotz des Altersunterschieds wurde die Ehe als glücklich beschrieben und Adelheid hatte einen guten Einfluss auf den Lebenswandel ihres Gatten. Dieser verbesserte seine Umgangsformen und achtete auf seine Gesundheit. Allerdings konnte Adelheid keinen überlebenden Thronerben zur Welt bringen. Auch die Schuldenlast konnte zunächst nicht verringert werden, weshalb das Paar 1819, 1822 und 1825 in Hannover lebte, wo die Lebenshaltungskosten weitaus geringer waren als im Vereinigten Königreich. Erst im Jahr 1822 akzeptierte Wilhelm das Angebot des Parlaments, seine Apanage um 6.000 Pfund zu erhöhen, da er sich eine weitaus größere Summe erhofft hatte.
Der Tod seines älteren Bruders Friedrich August, des Herzogs von York und Albany im Januar 1827 machte Wilhelm im Alter von 61 Jahren zum Thronfolger Georgs IV., was der Anlass zu seiner Rückkehr in die Öffentlichkeit war. Nach Jahren der politischen Passivität übernahm Wilhelm am 2. Mai 1827 das Amt des Lord High Admiral und bezog mit seiner Frau das neu erbaute Clarence House in der City of Westminster. Allerdings handelte Wilhelm zunehmend eigenmächtig. Aufgrund anhaltender Konflikte mit Admiral George Cockburn und der Regierung des Duke of Wellington wurde er im August 1828 seines Postens wieder enthoben.

## Als Monarch

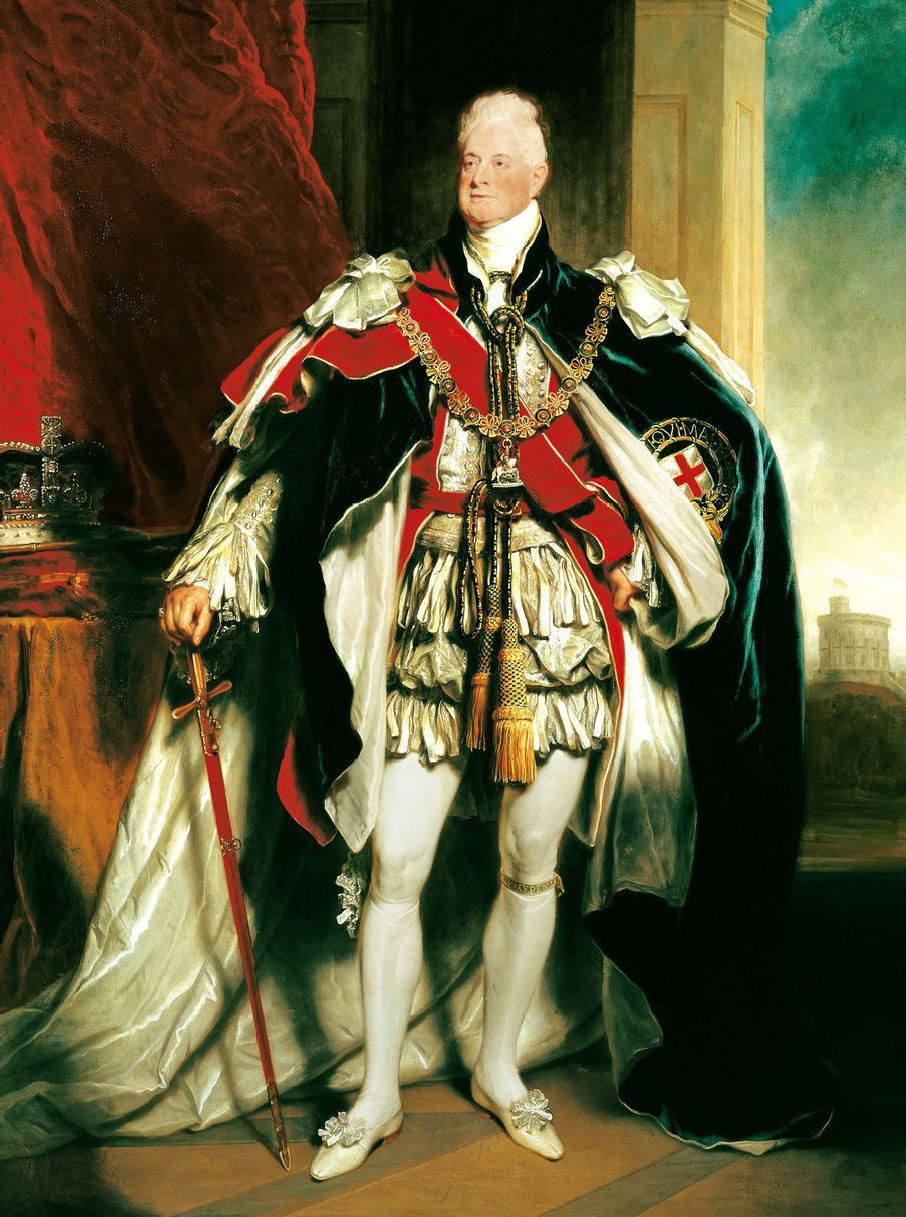
Wilhelm IV. im Krönungsornat als Souverän des Hosenbandordens (Gemälde von Martin Archer Shee, 1830)

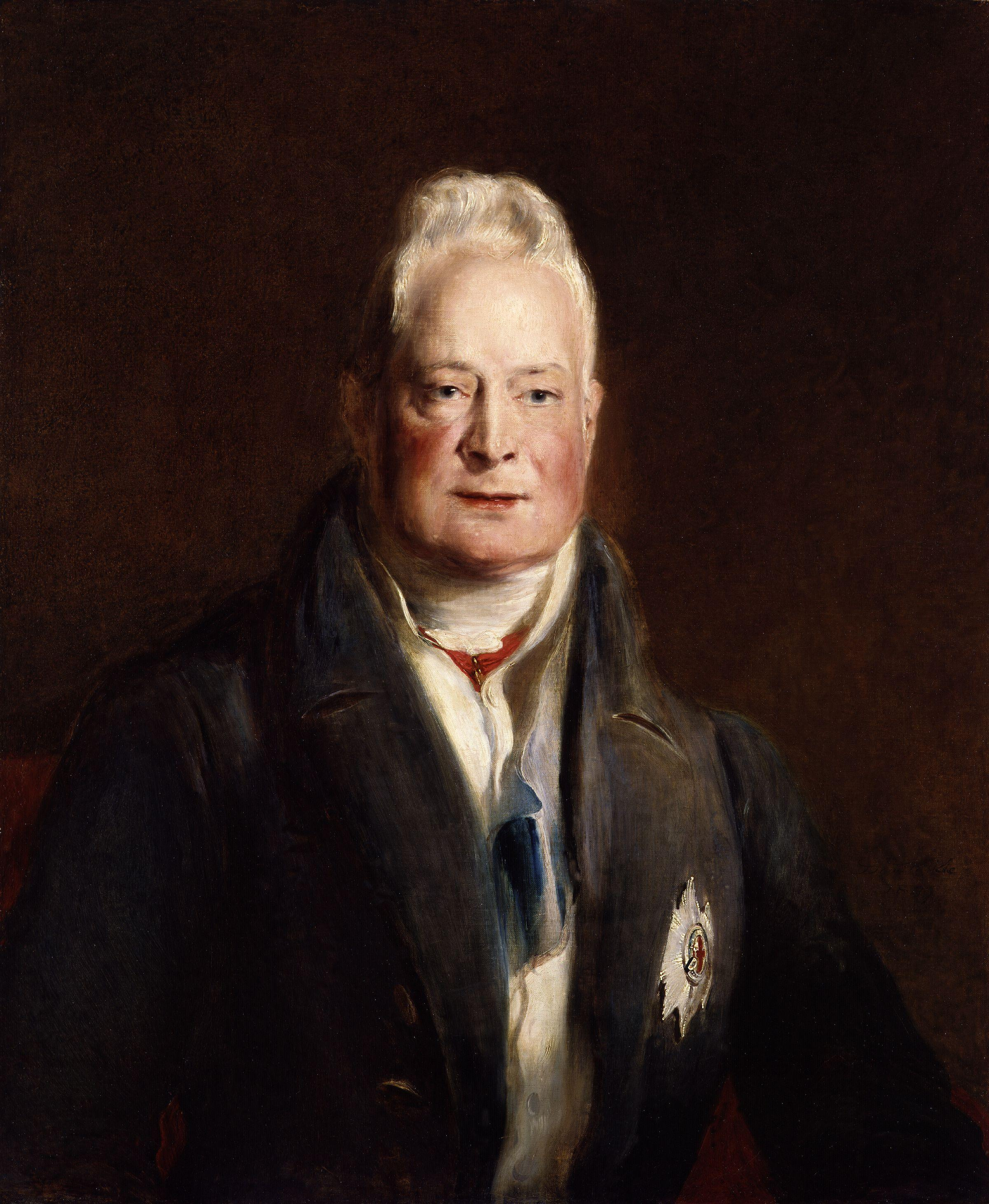
Wilhelm IV. (Gemälde von David Wilkie, um 1837)

Sein ältester Bruder Georg IV. starb am 26. Juni 1830 ohne legitime Nachkommen, womit ihm Wilhelm als König des Vereinigten Königreichs von Großbritannien und Irland sowie als König von Hannover nachfolgte. Mit 64 Jahren war er der beim Amtsantritt älteste britische Monarch. Er nahm Wilhelm IV. als Herrschernamen an. Wilhelm lehnte jegliches Zeremoniell ab und hatte zunächst auch eine formelle Krönung abgelehnt, aber am 8. September 1831 krönte ihn der Erzbischof von Canterbury, William Howley, in der Westminster Abbey. Im Vergleich zur Krönung seines Bruders, die 1821 240.000 Pfund gekostet hatte, reduzierte Wilhelm den Aufwand und verzichtete beispielsweise auf das besonders kostspielige Krönungsbankett in der Westminster Hall, womit sich seine Ausgaben auf etwa 30.000 Pfund beliefen.
Die Zeitgenossen betrachteten den König als Übergangslösung. Beobachter der Krönungszeremonie registrierten, dass sein Gang sehr hinfällig und gebeugt war. Wilhelm galt als wenig königlicher Herrscher und legte seine teilweise derben Seemannsmanieren, wie öffentliches Spucken, nie ab. Er neigte zu Wutausbrüchen, war schroff bis zur Unhöflichkeit und formlos bis zur Vulgarität. Distanz zu seinen Untertanen lehnte er ebenso ab wie überbordenden Luxus oder Prunk. Der König spazierte formlos durch Brighton oder London, was ihm zu Beginn seiner Regentschaft enorme Popularität verlieh. Er bekam Spitznamen wie Sailor King („Matrosenkönig“) oder Sailor Bill („Seemann Bill“).
Ende 1834 unternahm er den in der britischen Verfassungsgeschichte letzten Versuch eines Monarchen, eine Regierung gegen den Willen der Unterhaus-Mehrheit einzusetzen, nämlich die von Robert Peel und Lord Wellington. 1835 musste der König aber Lord Melbourne mit der Regierungsbildung beauftragen. Nachhaltige politische Bedeutung erlangte er, als er der Wahlrechtsreform von 1832 der Whigs durch Earl Grey durch seine Unterstützung den Weg ebnete.
Nach Wilhelms Tod wurde seine Nichte Victoria, die einzige Tochter seines nächst-jüngeren Bruders Eduard August, Königin von Großbritannien und Irland. Da für die Thronfolge in Hannover das dem salischen ähnliche welfische Erbrecht galt, das die weibliche Thronfolge ausschloss, solang im Ahnenstamm der Braunschweig-Lüneburger Welfen noch mindestens ein männlicher Erbe existierte, wurde sein Bruder Ernst August als Ernst August I. König von Hannover. Damit endete die 123-jährige Personalunion zwischen dem Vereinigten Königreich und Hannover.

## Ehrungen durch Namenspatronate und ein Standbild
Das 1834 in Bremerhaven errichtete Fort Wilhelm wurde nach ihm benannt, ebenso der Mount William in der Antarktis wie auch die 1831 errichtete und 1957 abgebrochene Wilhelmsbrücke in Kuventhal bei Einbeck.

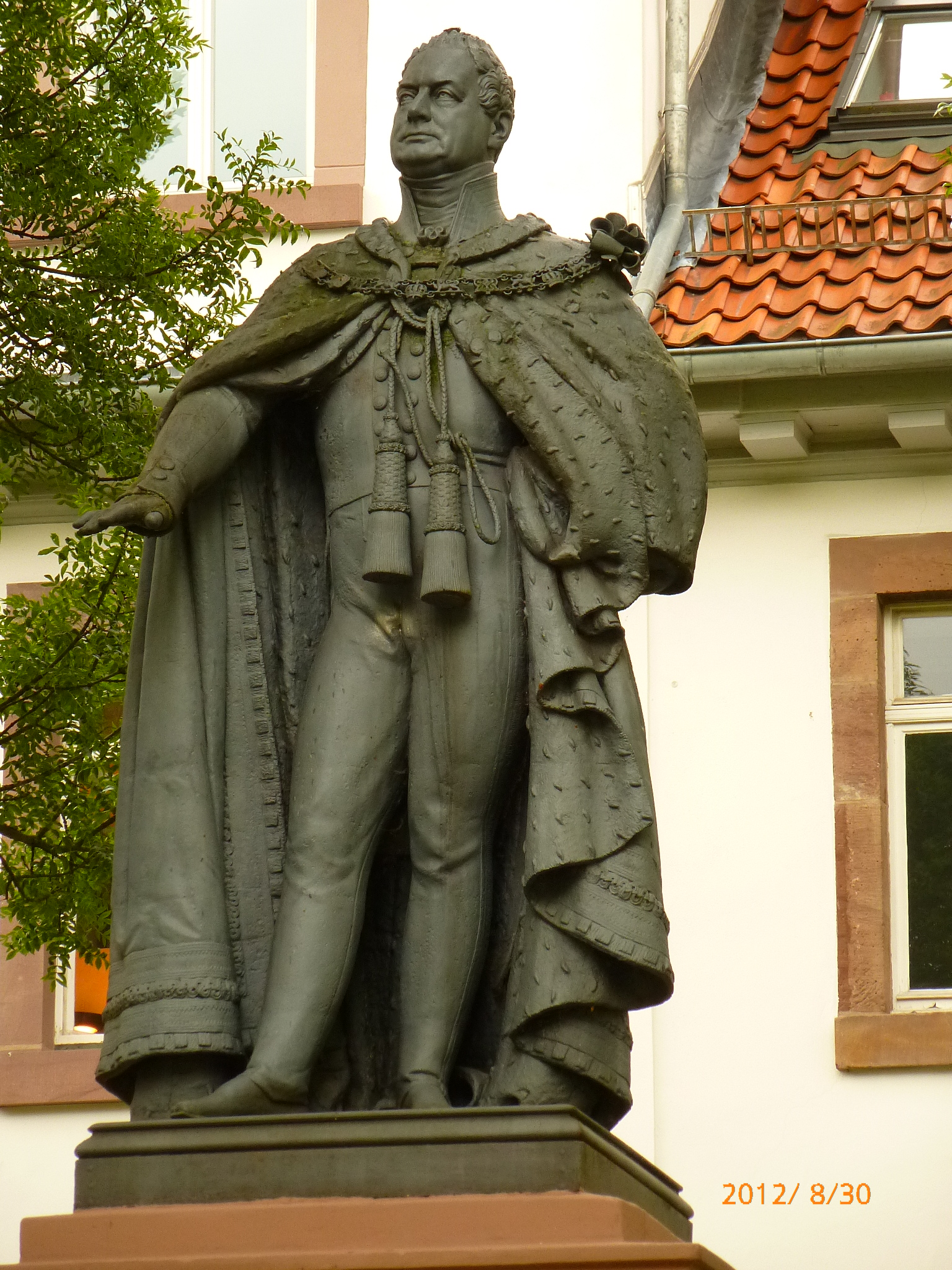
Standbild für König Wilhelm IV. auf dem Wilhelmsplatz in Göttingen (Aufnahme 2012)

Als Rektor der Universität Göttingen stiftete Wilhelm IV. zur Säkularfeier 1837 eine repräsentative Aula. Zum Dank wurde der Platz vor der Aula in Wilhelmsplatz umbenannt. Zusätzlich finanzierten die Göttinger dem König 1837 auf diesem Platz ein von dem Bildhauer Ernst von Bandel geschaffenes gusseisernes Standbild; es ist bis heute auf deutschem Boden das einzige Denkmal für einen britischen König, der allerdings zugleich König von Hannover war. → Hauptartikel: Denkmal für Wilhelm IV.
In England existieren weitere Denkmale für Wilhelm IV., u. a. in Cheltenham.

## Ehe und Nachkommen

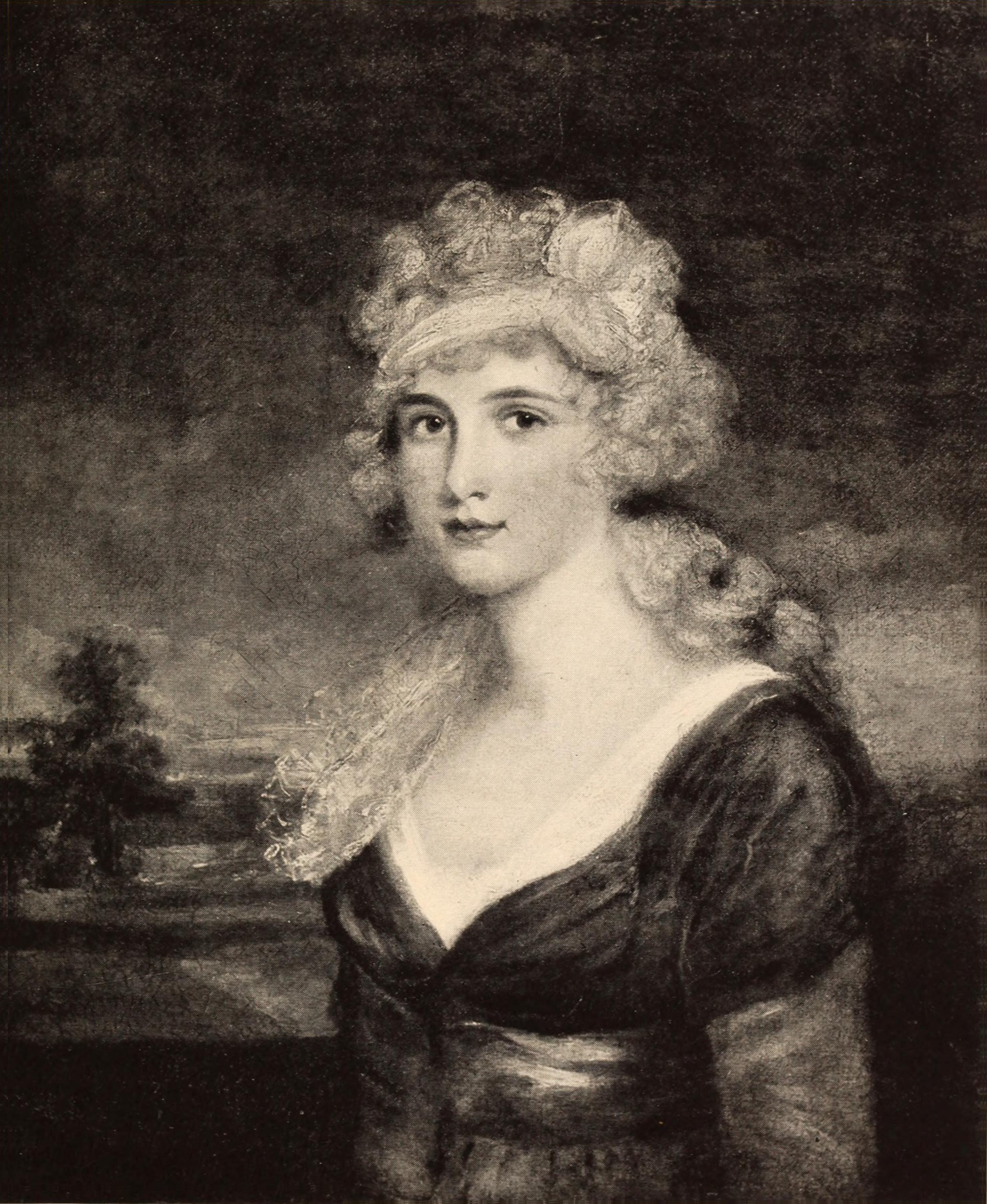
Dorothea Jordan in einem Gemälde des Hofmalers John Hoppner

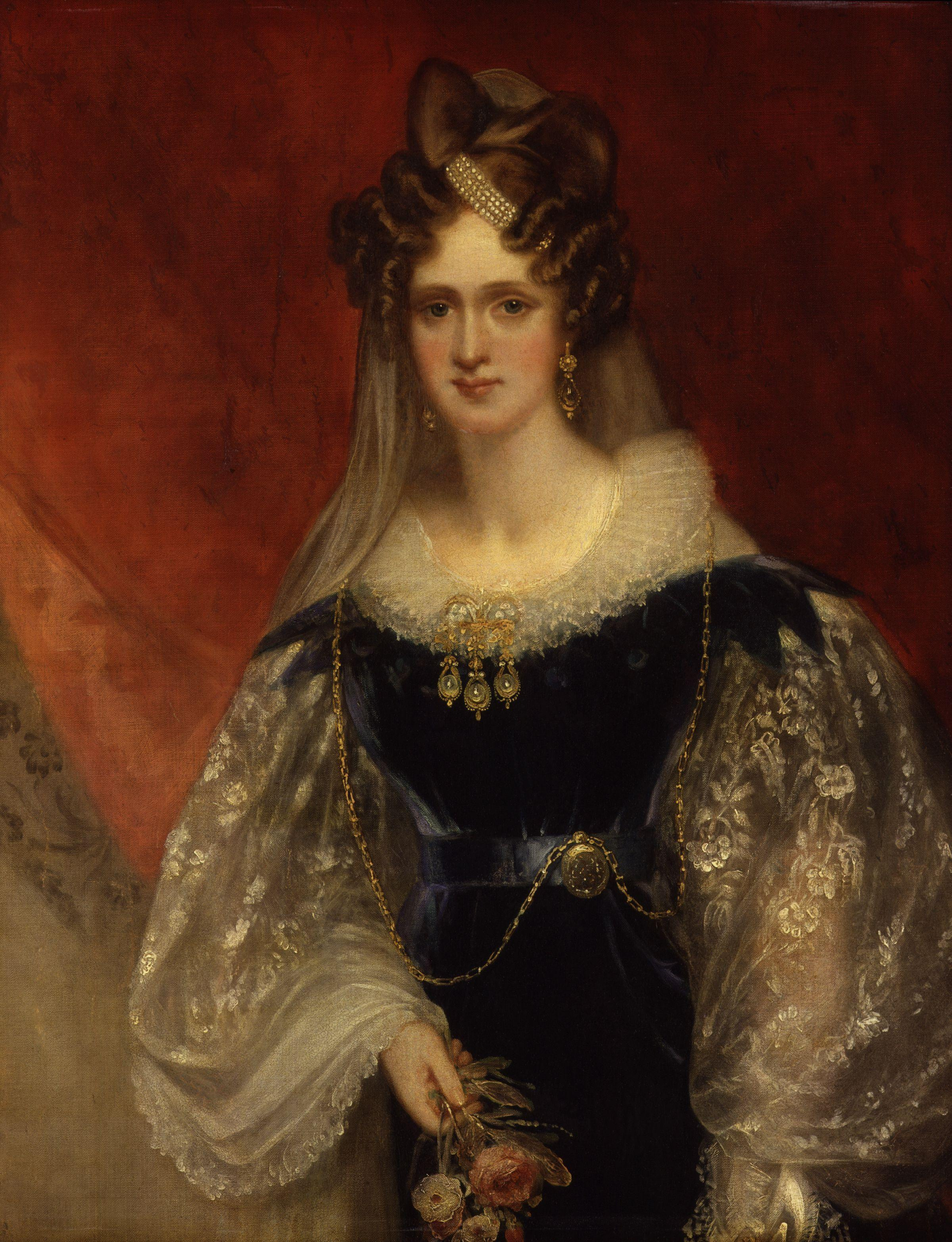
Königin Adelaide (Gemälde von William Beechey, 1831)

Aus der Beziehung mit seiner Mätresse Dorothea Jordan gingen insgesamt zehn illegitime Nachkommen hervor:
- George FitzClarence, ab 1831 1. Earl of Munster (* 29. Januar 1794; † 20. März 1842),
- Henry FitzClarence (* 27. März 1795; † September 1817),
- Sophia Sidney, Baroness De L’Isle and Dudley (* August 1796; † 10. April 1837),
- Lady Mary Fox (* 19. Dezember 1798; † 13. Juli 1864),
- Lord Frederick FitzClarence (* 9. Dezember 1799; † 30. Oktober 1854),
- Elizabeth Hay, Countess of Erroll (* 17. Januar 1801; † 16. Januar 1856),
- Lord Adolphus FitzClarence (* 18. Februar 1802; † 17. Mai 1856),
- Lady Augusta Gordon (* 17. November 1803; † 8. Dezember 1865),
- Lord Augustus FitzClarence (* 1. März 1805; † 14. Juni 1854),
- Amelia Cary, Viscountess Falkland (* 21. März 1807; † 2. Juli 1858).

Durch diese Kinder haben Dorothea und Wilhelm eine Anzahl prominenter Nachfahren, u. a. David Cameron (ehem. britischen Premierminister), William Sidney, 1. Viscount De L’Isle, Andrew Bertie, John Julius Cooper, 2. Viscount Norwich und Johnny Dumfries
Aus der Ehe mit Adelheid gingen keine überlebenden Nachkommen hervor:
- Charlotte Augusta Louisa (*/† 27. März 1819 in Hannover)
- Elizabeth Georgiana Adelaide (* 10. Dezember 1820 im St James’s Palace; † 4. März 1821 ebenda)
- Zwillingssöhne (*/† 1822)
- Zwillingspärchen (*/† 1824)

## Titel und Wappen
- 21. August 1765 – 1. Mai 1789: His Royal Highness The Prince William Henry
- 1. Mai 1789 – 26. Juni 1830: His Royal Highness The Duke of Clarence and St Andrews, Earl of Munster
- 26. Juni 1830 – 20. Juni 1837: His Majesty William the Fourth, by the Grace of God, of the United Kingdom of Great Britain and Ireland, King, Defender of the Faith

(Titel in Hannover: Seine Majestät Wilhelm der Vierte, durch die Gnade Gottes, König des Vereinigten Königreichs von Großbritannien und Irland, etc., und ebenso König von Hannover, Herzog von Braunschweig und Lüneburg, etc.)
|                              |                   |                                |
| Duke of Clarence (1801–1830) | König Wilhelm IV. | König Wilhelm IV. (Schottland) |

## Ahnentafel
| Ahnentafel König Wilhelm IV.  | Ahnentafel König Wilhelm IV.                                                              | Ahnentafel König Wilhelm IV.                                                                                   | Ahnentafel König Wilhelm IV.                                                                                            | Ahnentafel König Wilhelm IV.                                                                                        | Ahnentafel König Wilhelm IV.                                                                                            | Ahnentafel König Wilhelm IV.                                                                                                 | Ahnentafel König Wilhelm IV.                                                                                           | Ahnentafel König Wilhelm IV.                                                                                           |
| ----------------------------- | ----------------------------------------------------------------------------------------- | --- | --- | --- | --- | --- | --- | --- |
| Urur- groß- eltern            | König Georg I. (1660–1727) ⚭ 1682 Sophie Dorothea von Braunschweig-Lüneburg (1666–1726)   | Markgraf Johann Friedrich von Brandenburg-Ansbach (1654–1686) ⚭ 1681 Eleonore von Sachsen-Eisenach (1662–1696) | Herzog Friedrich I. von Sachsen-Gotha-Altenburg (1646–1691) ⚭ 1669 Magdalena Sibylle von Sachsen-Weißenfels (1648–1681) | Fürst Karl Wilhelm von Anhalt-Zerbst (1652–1718) ⚭ 1676 Sophia von Sachsen-Weißenfels (1654–1724)                   | Herzog Adolf Friedrich I. von Mecklenburg (1588–1658) ⚭ 1635 Marie Katharina von Braunschweig-Dannenberg (1616–1665)    | Fürst Christian Wilhelm von Schwarzburg-Sondershausen (1647–1721) ⚭ 1673 Antonie Sibylle von Barby und Mühlingen (1641–1684) | Herzog Ernst von Sachsen-Hildburghausen (1655–1715) ⚭ 1680 Sophia Henriette von Waldeck (1662–1702)                    | Graf Georg Ludwig I. von Erbach-Erbach (1643–1693) ⚭ 1664 Gräfin Amalia Katharina von Waldeck-Eisenberg (1640–1697)    |
| Ur- groß- eltern              | König Georg II. (1683–1760) ⚭ 1705 Caroline von Brandenburg-Ansbach (1683–1737)           | König Georg II. (1683–1760) ⚭ 1705 Caroline von Brandenburg-Ansbach (1683–1737)                                | Herzog Friedrich II. von Sachsen-Gotha-Altenburg (1676–1732) ⚭ 1696 Magdalena Augusta von Anhalt-Zerbst (1679–1740)     | Herzog Friedrich II. von Sachsen-Gotha-Altenburg (1676–1732) ⚭ 1696 Magdalena Augusta von Anhalt-Zerbst (1679–1740) | Herzog Adolf Friedrich II. von Mecklenburg-Strelitz (1658–1708) ⚭ 1705 Emilie von Schwarzburg-Sondershausen (1681–1751) | Herzog Adolf Friedrich II. von Mecklenburg-Strelitz (1658–1708) ⚭ 1705 Emilie von Schwarzburg-Sondershausen (1681–1751)      | Herzog Ernst Friedrich I. von Sachsen-Hildburghausen (1681–1724) ⚭ 1704 Sophia Albertine von Erbach-Erbach (1683–1742) | Herzog Ernst Friedrich I. von Sachsen-Hildburghausen (1681–1724) ⚭ 1704 Sophia Albertine von Erbach-Erbach (1683–1742) |
| Groß- eltern                  | Prinz Friedrich Ludwig (1707–1751) ⚭ 1736 Augusta von Sachsen-Gotha-Altenburg (1719–1772) | Prinz Friedrich Ludwig (1707–1751) ⚭ 1736 Augusta von Sachsen-Gotha-Altenburg (1719–1772)                      | Prinz Friedrich Ludwig (1707–1751) ⚭ 1736 Augusta von Sachsen-Gotha-Altenburg (1719–1772)                               | Prinz Friedrich Ludwig (1707–1751) ⚭ 1736 Augusta von Sachsen-Gotha-Altenburg (1719–1772)                           | Herzog Karl zu Mecklenburg (1708–1752) ⚭ 1735 Elisabeth Albertine von Sachsen-Hildburghausen (1713–1761)                | Herzog Karl zu Mecklenburg (1708–1752) ⚭ 1735 Elisabeth Albertine von Sachsen-Hildburghausen (1713–1761)                     | Herzog Karl zu Mecklenburg (1708–1752) ⚭ 1735 Elisabeth Albertine von Sachsen-Hildburghausen (1713–1761)               | Herzog Karl zu Mecklenburg (1708–1752) ⚭ 1735 Elisabeth Albertine von Sachsen-Hildburghausen (1713–1761)               |
| Eltern                        | König Georg III. (1738–1820) ⚭ 1761 Sophie Charlotte von Mecklenburg-Strelitz (1744–1818) | König Georg III. (1738–1820) ⚭ 1761 Sophie Charlotte von Mecklenburg-Strelitz (1744–1818)                      | König Georg III. (1738–1820) ⚭ 1761 Sophie Charlotte von Mecklenburg-Strelitz (1744–1818)                               | König Georg III. (1738–1820) ⚭ 1761 Sophie Charlotte von Mecklenburg-Strelitz (1744–1818)                           | König Georg III. (1738–1820) ⚭ 1761 Sophie Charlotte von Mecklenburg-Strelitz (1744–1818)                               | König Georg III. (1738–1820) ⚭ 1761 Sophie Charlotte von Mecklenburg-Strelitz (1744–1818)                                    | König Georg III. (1738–1820) ⚭ 1761 Sophie Charlotte von Mecklenburg-Strelitz (1744–1818)                              | König Georg III. (1738–1820) ⚭ 1761 Sophie Charlotte von Mecklenburg-Strelitz (1744–1818)                              |
| König Wilhelm IV. (1765–1837) |                                                                                           | | | | | | | |